# Emil Zimmermann (Mediziner, 1933)
Emil Zimmermann (* 24. Januar 1933 in Pirmasens; † 28. August 2019) war ein deutscher Ethnomediziner.

## Leben
In seiner Heimatstadt verbrachte er die Kindheit. Ab 1952 studierte an der Universität Heidelberg Physik, Mathematik und Chemie. Darüber hinaus entwickelte er ein wachsendes Interesse an Psychologie, durch das er schließlich mit Anthropologie und Soziologie in Kontakt kam. Nach seinem Vordiplom wechselte Zimmermann seine Hauptfächer und begann 1959/1960 am Institut für Soziologie und Ethnologie in Heidelberg zu studieren. Seine Nebenfächer waren Klinische Psychologie und Psychiatrie. Am neu gegründeten Institut für Soziologie und Ethnologie war Wilhelm Emil Mühlmann sein Lehrer. Er besuchte nicht nur Kurse von Mühlmann, Ernst Topitsch und Ernst Wilhelm Müller, sondern wurde schließlich Mühlmanns Assistent.
Darüber hinaus nahm Zimmermann 1963 an einer Feldforschungsreise nach Sizilien teil, bei der er sich mit verschiedenen Themen befasste, nämlich der Migration und der kulturellen Dimension von Krankheit und Gesundheit. Durch sein Studium und seine Erfahrungen in Sizilien begann sich Zimmermann auf die Beziehung zwischen Kultur und Medizin zu konzentrieren, ein Ansatz, der schließlich zum akademischen Bereich der Medizinischen Anthropologie führte. 1972 schloss Zimmermann sein Studium ab. Er nahm seine Arbeit in einer psychiatrischen Klinik auf und begann am Institut für Soziologie und Ethnologie in Heidelberg zu unterrichten. Darüber hinaus führte er weitere Feldforschungen durch (z. B. in der Türkei und im Iran) und begann 1976 in Freiburg im Breisgau zu unterrichten.
1980 nahm Zimmermann eine Stelle am Institut für Medizinische Soziologie in Freiburg an. Er hielt nicht nur Vorträge, sondern arbeitete auch in transkulturellen medizinischen Teams. Darüber hinaus arbeitete er in der Kinderklinik (Freiburg), wo er eine ethnomedizinische Beratungsstelle einrichtete. Er ging 1999 in den Ruhestand.

## Schriften (Auswahl)
- Emigrationsland Süditalien. Eine kulturanthropologische und sozialpsychologische Analyse. Tübingen 1982, ISBN 3-16-544483-8.
- Kulturelle Mißverständnisse in der Medizin. Ausländische Patienten besser versorgen. Bern 2000, ISBN 3-456-83378-4.
- Der Liebeszauber. Die Geschichte eines sizilianischen Gastarbeiters in Heidelberg. La fattura d’amore. Heidelberg 2015, ISBN 978-3-930378-93-7.